# Steps Ahead
Steps Ahead группа играющая в стиле джаз-фьюжн.

## История
Группа возникла из совместных джемов и спонтанных сессий в клубе Seventh Avenue South, джаз-клубе в Нью-Йорке, принадлежащем саксофонисту Майклу Брекеру и его брату трубачу Рэнди Брекеру. Первые три альбома были выпущены под названием Steps на Nippon Columbia в Японии. Вначале вышел концертный альбом "Smokin in the Pit", а затем "Step By Step" и "Paradox".
Помимо основателей, вибрафониста Майка Майниери и саксофониста Майкла Брекера, в разное время в состав входили такие музыканты как Эдди Гомес, Питер Эрскин, Эльяна Элиас, Дон Грольник, Стив Гэдд, Виктор Бэйли, Ришар Бона, Майк Стерн, Чак Лоэб, Стив Смит, Деннис Чемберс и др.
Ансамбль был активен в 70-х и 80-х годах, с перерывами в 90-е, и воссоединился для концертов в середине 2000-х.

## Дискография
- Step by Step (Better Days, 1981)
- Smokin' in the Pit (Better Days, 1981)
- Paradox - Live At Seventh Avenue South (jazz club) (Better Days, 1982)
- Steps Ahead (Elektra/Musician, 1983)
- Modern Times (Elektra/Musician, 1984)
- Magnetic (Elektra, 1986)
- N.Y.C. (Capitol Records/Intuition, 1989)
- Yin-Yang (NYC, 1992)
- Live in Tokyo 1986 (NYC, 1994)
- Vibe (NYC, 1995)
- Holding Together (NYC, 2002)
- Steppin' Out (Jazzline, 2016)

## Внешние ссылки
- Steps Ahead (англ.) на сайте AllMusic